# Rembert George Weakland
Rembert George Weakland (Patton, 2 aprile 1927 – Greenfield, 22 agosto 2022) è stato un arcivescovo cattolico statunitense, arcivescovo metropolita di Milwaukee dal 1977 al 2002.

## Biografia
George Weakland nacque a Patton il 2 aprile 1927 da Basil Weakland (1897 - 1932) e Mary Kane (1898 - 1978). Aveva quattro sorelle, Leora, Elizabeth, Barbara e Marian e un fratello, William.

### Formazione e ministero sacerdotale
Frequentò la Our Lady of Perpetual Help School di Patton, per poi iscriversi al seminario minore gestito dai monaci benedettini dell'arciabbazia di San Vincenzo a Latrobe. Nel 1945, dopo il diploma, entrò come novizio nell'arciabbazia di San Vincenzo, prendendo il nome religioso di Rembert. L'anno successivo, terminato il noviziato, studiò al Saint Vincent College e al seminario "San Vincenzo", anch'essi gestiti dall'arciabbazia. Il 29 settembre 1949 emise la professione solenne come monaco nell'abbazia di Solesmes, in Francia. L'arciabate lo inviò poi a Roma per studiare teologia al Pontificio ateneo Sant'Anselmo.
Il 24 giugno 1951 fu ordinato presbitero dal vescovo e abate ordinario di Subiaco Simone Salvi. Proseguì gli studi musicali in Italia, Francia e Germania, nonché presso la Juilliard School e la Columbia University di New York. In questo periodo, mentre faceva ricerche presso la British Library, scoprì il testo di un dramma liturgico medievale Play of Daniel, del quale pubblicò un autorevole testo commentato. Esso veniva spesso organizzato da gruppi musicali specializzati nella musica di quell'epoca come la New York Pro Musica. Dal 1957 al 1963 insegnò musica presso il Saint Vincent College.
Il 26 giugno 1963 fu eletto arciabate coadiutore dell'arciabbazia di San Vincenzo. Ben presto succedette nell'ufficio e il 29 agosto ricevette la solenne benedizione abbaziale da monsignor William Graham Connare, vescovo di Greensburg. In seguito diventò cancelliere e presidente del consiglio di amministrazione del Saint Vincent College. L'8 maggio 1964 ricevette dalla Santa Sede l'incarico di consultore del Consilium ad exsequendam Constitutionem de Sacra Liturgia e nel 1968 divenne membro della stessa commissione.
Il 29 settembre 1967 fu eletto abate generale dell'Ordine di San Benedetto. Nel 1973 fu rieletto. Ex officio fu anche gran cancelliere del Pontificio ateneo Sant'Anselmo. Dal 1968 al 1971 fu membro del consiglio dei superiori maggiori. Nel 1968 partecipò alla conferenza monastica internazionale e interreligiosa in Thailandia, in cui il monaco trappista e scrittore americano Thomas Merton tenne alcuni discorsi. Lo stesso Merton morì per un incidente. Padre Weakland benedisse la salma dopo il ritrovamento, prima che fosse trasportata nel suo monastero, l'abbazia di Getsemani nel Kentucky, dove fu sepolto.

### Ministero episcopale
Il 20 settembre 1977 papa Paolo VI lo nominò arcivescovo metropolita di Milwaukee. Ha ricevuto l'ordinazione episcopale l'8 novembre successivo nella cattedrale di San Giovanni Battista a Milwaukee dall'arcivescovo Jean Jadot, delegato apostolico negli Stati Uniti d'America, co-consacranti l'arcivescovo emerito di Milwaukee William Edward Cousins e il vescovo di Greensburg William Graham Connare.
Il 21 dicembre 1999 conseguì il dottorato in musicologia "con distinzione" presso la Columbia University di New York con un elaborato intitolato "The Office Antiphons of the Ambrosian Chant".
Il 24 maggio 2002 papa Giovanni Paolo II accettò la sua rinuncia al governo pastorale dell'arcidiocesi per raggiunti limiti di età. Nel luglio 2009 pubblicò le sue memorie con il titolo "A Pilgrim in a Pilgrim Church: Memoirs of a Catholic Archbishop".

## Controversie

### Abusi sessuali in diocesi
Nel 1984 monsignor Weakland rispose agli insegnanti di una scuola cattolica che denunciavano abusi sessuali da parte di sacerdoti locali, affermando che "qualsiasi materiale diffamatorio trovato nella tua lettera sarà esaminato attentamente dai nostri avvocati". La Corte d'appello del Wisconsin lo rimproverò per questo motivo, definendo le sue osservazioni "improvvisate" e "insensibili". Nel 1994 monsignor Weakland disse che quelli che denunciavano abusi sessuali erano "strilloni". Più tardi si scusò per le osservazioni.
Secondo il Milwaukee Journal Sentinel, una deposizione pubblicata nel 2009 ha rivelato che monsignor Weakland aveva insabbiato le accuse di abusi sessuali da parte dei preti dell'arcidiocesi. Monsignor Weakland ammise che i preti colpevoli di abusi sessuali su minori avessero continuato ad operare come sacerdoti senza avvertire i parrocchiani o allertare la polizia. Nella sua autobiografia dichiarò che nei primi anni dello scandalo degli abusi sessuali non aveva capito che l'abuso sessuale su minori fosse un crimine.

### Agenda liturgica
Tra il 1965 e il 1966 monsignor Weakland fu presidente della Church Music Association of America. Secondo un racconto di Richard Schuler, emerse molto rapidamente una spaccatura al suo interno, dato che monsignor Weakland fece una brusca reprimenda contro gli "atteggiamenti reazionari nel pensiero liturgico" durante una riunione dell'associazione. Nelle interviste con la stampa espresse rammarico per il fatto che l'incontro non avesse approvato l'uso di musica moderna e danza nel suo programma liturgico. All'interno dell'associazione le sue opinioni erano poco popolari e così la sua presidenza non durò molto.
Nel 2000 monsignor Weakland criticò il documento della Congregazione per la dottrina della fede sul relativismo religioso Dominus Iesus.
Una delle sue ultime grandi azioni come arcivescovo fu il controverso restauro della cattedrale di San Giovanni Evangelista a Milwaukee. Molti hanno infatti criticato i lavori di adeguamento allo stile postconciliare che avevano cambiato notevolmente l'edificio.

### Relazione omosessuale
Il pensionamento di monsignor Weakland fu offuscato dalla rivelazione che egli aveva pagato 450 000 dollari di fondi diocesani per prevenire una causa intentata contro di lui. Era infatti emerso che l'arcidiocesi aveva pagato Paul Marcoux, un ex studente di teologia dell'Università di Marquette, per risolvere un reclamo da lui presentato contro l'arcivescovo, con cui aveva avuto una relazione decenni prima. L'arcivescovo ammise la relazione e si scusò dopo la fine della storia.
Al suo ritiro, monsignor Weakland aveva ricevuto due inviti a trasferirsi nelle abbazie benedettine negli Stati Uniti, ma essi furono annullati poco dopo lo scandalo.

## Genealogia episcopale e successione apostolica
La genealogia episcopale è:
- Cardinale Scipione Rebiba
- Cardinale Giulio Antonio Santori
- Cardinale Girolamo Bernerio, O.P.
- Arcivescovo Galeazzo Sanvitale
- Cardinale Ludovico Ludovisi
- Cardinale Luigi Caetani
- Cardinale Ulderico Carpegna
- Cardinale Paluzzo Paluzzi Altieri degli Albertoni
- Papa Benedetto XIII
- Papa Benedetto XIV
- Papa Clemente XIII
- Cardinale Marcantonio Colonna
- Cardinale Giacinto Sigismondo Gerdil, B.
- Cardinale Giulio Maria della Somaglia
- Cardinale Carlo Odescalchi, S.I.
- Vescovo Eugène de Mazenod, O.M.I.
- Cardinale Joseph Hippolyte Guibert, O.M.I.
- Cardinale François-Marie-Benjamin Richard
- Cardinale Pietro Gasparri
- Cardinale Clemente Micara
- Cardinale Jozef-Ernest Van Roey
- Cardinale Léon-Joseph Suenens
- Arcivescovo Jean Jadot
- Arcivescovo Rembert George Weakland, O.S.B.

La successione apostolica è:
- Vescovo Richard John Sklba (1979)